# Tara Tari
Pour les articles homonymes, voir Tara.
Tara Tari est un voilier, construit en toile de jute (40%), polyester et matériaux de récupération, inspiré par les barques traditionnelles des pêcheurs du Bangladesh. La construction a été réalisée sur le chantier naval TaraTari de Yves Marre dont le bateau a pris un dérivé du nom.
Ce bateau est présenté par Corentin de Chatelperron, comme une construction expérimentale en fibre de jute : une alternative écologique et économique à la fibre de verre. 
Le Tara Tari a acquis une certaine notoriété avec la croisière de Chatelperron en 2010, depuis Koakata (Bangladesh) jusqu'à La Ciotat (France), en passant par le canal de Suez. Cette croisière de 9 000 milles (16 700 km kilomètres) a duré 186 jours.
Le voilier a été présenté notamment au Grand Pavois de La Rochelle, au salon nautique de Paris et Brest. 
Depuis octobre 2011, Tara Tari s'est engagé dans une nouvelle aventure avec à son bord Capucine Trochet. Partie de La Ciotat (France) le 17 novembre 2011, après un chantier de remise en état, Capucine Trochet a notamment traversé l'océan Atlantique en février 2013 (Canaries, Cap Vert, Martinique) ajoutant ainsi 5 000 milles nautiques au parcours effectué par le voilier depuis le Bangladesh. Un blog a été mis en place pour suivre le périple sous le nom de Where is Tara Tari?. En janvier 2014, Capucine Trochet repart à bord de Tara Tari pour une nouvelle expédition en mer des Caraïbes. L'arrivée en Floride (États-Unis) est prévue en mai 2014.
Lors de sa conférence TEDxceWomen 2013, Capucine Trochet a expliqué que « la philosophie de navigation à bord de Tara Tari est basée sur la simplicité volontaire ou sobriété heureuse, une philosophie que résument bien quelques mots d'Antoine de Saint Exupéry : « La perfection ce n'est pas quand on ne peut plus rien ajouter, mais quand on ne peut plus rien retirer. Il n'y a à bord que l'essentiel. » »
Par ailleurs, Corentin de Chatelperron a mis à l'eau au Bangladesh, en février 2013, un nouveau bateau 100% jute appelé « Gold of Bengal » du nom de son association. Gold of Bengal est le premier voilier en jute au monde.

## Sources
- Vidéo : François Déliac, « Tara Tari continue son périple à Paris » pour Voiles et Voiliers
- « metrofrance.com/info/tara-tari… »(Archive.org • Wikiwix • Archive.is • Google • Que faire ?)
- Corentin de Chatelperron, L'Aventure « Tara Tari », éditions La Découvrance
- http://www.voilesetvoiliers.com/grande-croisiere/l-atlantique-avec-tara-tari-capucine-trochet-il-ne-faut-jamais-renoncer-a-ses-objectifs/